# 三浦小季
三浦 小季（みうら さき、10月13日）は、日本の女性声優・舞台俳優。北海道出身。合同会社MYSTAR所属。
血液型はB型。主な愛称はしゃーちゃん、お嬢。

## 経歴・特色
2017年4月1日からジュニア所属としてJTBエンタテインメントでの活動を開始。2019年5月1日付で正所属となり、2021年12月31日付で退所した。
2022年3月10日より合同会社MYSTARでの活動を開始した。
2023年12月25日元役者である伊藤周平との結婚を発表した。
- 趣味はネットショッピング、美容研究[6]、振り付け、舞台鑑賞。また、編み物やセルフネイル等も器用にこなす[7][8]。

- 特技は歌唱、ダンス、器械体操、柔軟、台詞暗記[1]。

- 資格は日本漢字能力検定準2級、実用英語技能検定3級、日本常識力検定3級を有している[要出典]。

- SHOWROOMでは主に朗読やボイスドラマ配信、Instagramでは雑談配信をメインに行っている。また、2021年5月9日からポコチャでの配信を開始した[9]。

- 2022年9月19日YouTubeチャンネル「声優 三浦小季のおやすみぼいちゃん」を開設した。

- 2024年1月よりTikTokでの投稿を開始した。

## 出演作品

### 声優
2016年
- 朗読DVD「名護の未来の物語」（未来）
- ラジオドラマ「マイストーリー」（三村真衣）

2017年
- ラジオドラマ「ミルキーウェイを渡って」（月島灯子）

2018年
- 外画「Creeped Out」（女性2）
- アニメ「コマンダー・クラーク」（アニマトロニクスワニ、アニマトロニクスウシ）
- アプリゲーム「武士立志伝～俺だって出世したい～」（複数役）

2020年
- ドラマオーディオCD「宮沢賢治の世界［限定版］」『よだかの星』『注文の多い料理店』『やまなし』
- テレビアニメ「本好きの下剋上」（子供）
- アプリゲーム「宮廷の遥映」（富察皇后、慧娘、侍女）
- アプリゲーム「ドラゴン＆ガールズ交響曲」（華佗、大喬、ダ・ヴィンチ、賈ク）
- アプリゲーム「食物語」（誥命夫人 ）
- アプリゲーム「正伝三国志」（関銀屏、武将女）

2021年
- ドラマオーディオCD「宮沢賢治の世界：Ⅱ」『双子の星』（チュンセ童子）、エンディング『つゆ』歌唱
- ドラマオーディオCD「宮沢賢治の世界：Ⅲ」『風の又三郎』（三郎、耕助、佐太郎、他子供たち）
- アプリゲーム「アイドルエンジェルス：Aegis of Fate」（ジョカ、ガブリエル、バリ姫、ヴェルダンディ）
- PC用ゲーム「お願い叶えてパラドレストRPG～ボイスアップデート版～」（レア 他）
- アプリゲーム「商人放浪記」（女性主人公、ヒロイン役）
- アプリゲーム「夢想創業城」（主人公役）
- アプリゲーム「今三国志」（董白、王異役）

2022年
- アプリゲーム「山海」（陸圧（金烏）、云霄）
- アプリゲーム「空の勇者たち」（リン、シェリー、アドーラ、猫女）
- アプリゲーム「きらめきパラダイス」（ヒロくん、監督、叔母、VRゲーム内システム音声、他複数役）
- アプリゲーム「幻想伝説〜遥か東方の冒険奇譚〜」（複数役）

2023年
- PlayStation 5/PlayStation 4版ゲーム「トルトゥーガ パイレーツ テイル」(マリー・リード)
- PlayStation 5/PlayStation 4/Nintendo Switch/Xbox One/Xbox Series X/Xbox Series S/PC（Steam）ゲーム「異夢迷都果てなき螺旋」（お嬢、他多数役）
- アプリゲーム「東方アルカディアレコード」（摩多羅隠岐奈）
- アプリゲーム「商才物語～大正ロマン百景～」（川上貞奴、鶴姫）
- TapNovel「wish…」（リオ）
- オーディオブック「宮沢賢治　貝の火」（ホモイ）

2024年
- アプリゲーム「異世界のんびりライフ」（ビビアン、セラ、マレア、ラミー）
- AR音声アプリSARF「伊香保温泉石段街での怪異」
- アプリゲーム「シンネオ Ditlyte」（ユー・ジン（龍吉公主））

リリース年未定
- アプリゲーム「アモルエポック」（複数役）

### 舞台・朗読劇
2015年
- 「祈り三部作」（朗読）
- 「暗愚小傳」（長沼一恵）

2016年
- 「Shakespeare garden Live」
  - 『ロミオとジュリエット』（ジュリエット）
  - 『マクベス』（侍女）

- 「宮沢賢治」ダンサー出演
- 「KENJI MIYAZAWA. GALAXY SPECTACLE ENTERTAINMENT LIVE!!」　　
  - 『やまなし』（朗読）
  - 『どんぐりと山猫』（朗読）
  - 『セロ弾きのゴーシュ』（三毛猫）

- 「三島由紀夫 近代能楽集」『卒塔婆小町』
- 「Shakespeare garden Live 十二夜」（ヴァイオラ）

2017年
- 「ミュージカルピーターパン」（ロウ・人魚）
- 「三島由紀夫 近代能楽集」
  - 『班女』（花子）
  - 『邯鄲』（踊り子）

- 「名作朗読会」
  - 『銀河鉄道の夜』（ジョバンニ）
  - 『ぐりとぐら』（朗読）
  - 『ねずみの嫁入り』（風）

- 「ミュージカルピーターパン」（インディアン・海賊）
- 「名作朗読会」『愛の讃歌〜エディット・ピアフの生涯』（エディット・ピアフ）
- 「名作 リーディングシアター」
  - 『みなとみらい高校図書部』（月原月菜）
  - 『三匹の子豚』（母豚）

- 「宮沢賢治　プラネタリウム公演」『双子の星』（チュンセ童子）

2018年
- 「ミュージカル ロビン・フッド」（エレナ王妃）
- 「しゃーろっきあん」（村山清美）
- 「春の枯葉」（奥田菊代）
- 「近代作家コレクション」『狂人は笑う〜青ネクタイ〜』（狂人）

2019年
- 「お願い叶えてパラドレスト」（アール）
- 「ホスピタル」（Bクロスカフェ店員サキ、A点滴ーズ）
- 「lotus flowers」（小泉登和）

2020年
- 「宮沢賢治の世界」『双子の星』（チュンセ童子）

2021年
- 「夢うつろう、現の先に。」（片山鈴葉）

2022年
- 「令和日本昔話」（保田純）

2023年
- 「Lilliput Lily」（A（全日程）及びB（8月25日のみ）魔女、B（8月24日、26日12時回）クロエ）

2024年
- 「ネットノオモチャ」（幌麗イヴ）
- 「Take back story」（Takeチームルミナ）

2025年
- 「リーディング＆ダンス公演 ～ダーティー・クラウズ～」（雛森舞）

### ダンス
2018年
- ライブ「528魔法学校学園祭~Be happy spiral~」

2019年
- ポカリスエットCM「ポカリ青ダンス 魂の叫び」篇
- ポカリスエットCM「ポカリ青ダンス 雨のち晴れ」篇
- ライブ「ちょこっとうさぎフェスタ」
- ライブ「うさぎフェスタvol.3」

2021年
- youtube、Instagram配信 LINAWORLD 25周年「感謝祭」

### ライブイベント
2020年
- 宮沢賢治の世界『双子の星』挿入歌「つゆ」ソロデビュー！記念Live
  - 朗読『どんぐりと山猫』作：宮沢賢治
  - 歌唱
    - 「Crazy ’bout me」（ソロ新曲）作詞/作編曲：小森広翔
    - 「つゆ」（ドラマCD 宮沢賢治の世界『双子の星』挿入歌）作詞：伊谷厚彦・小森広翔 作編曲/演奏：小森広翔 カンク演奏(13日のみ)：中馬美穂 サウンドディレクター：田中幹人
    - 他カバー曲2曲

2023年
- 札幌ライブ
- Iwooブッキング「Lady Go!!」

2024年
- Iwoo NOGATA EVENT「Lady Go!!」

### インターネット番組
2020年
- Akiba.TVチャンネル「Akivalley」火曜日担当アシスタント(2020年11月24日、12月1日、8日、15日 オノデン本店1階 Akiba.TV STUDIO)

2024年
- エンキャス公開収録！～＜Angel Broadcast＞公開収録～ DAY1(シアターブラッツ)

### その他
- リーディング公演「憑き人。」OP曲（歌唱）担当[1]
- FRESH!「佐藤兄弟のふりぃだむラジオ THE LAST LIVE」ビデオメッセージ（SSKラジオ放送制作）
- 国際アート＆デザイン大学校オープンキャンパス「声優スペシャルトークショー」ゲスト出演[22]
- ライブイベント「Angel Council January 2022」MC
- 「即興コントステージ」2023年3月12日 第1部第2部出演
- 朗読劇「ラブレター」主題歌担当（録音音声）
- 「アップサイクルフェス2024」2024年8月17日 あぷコレ（ファッションショー）、サンセルモ代官山鳳鳴館（ブランドショー）
- 「フェアリーテイルシアター ファンイベント」2025年6月7日15時の部 ＭＣ